# Matka Boska Kozielska

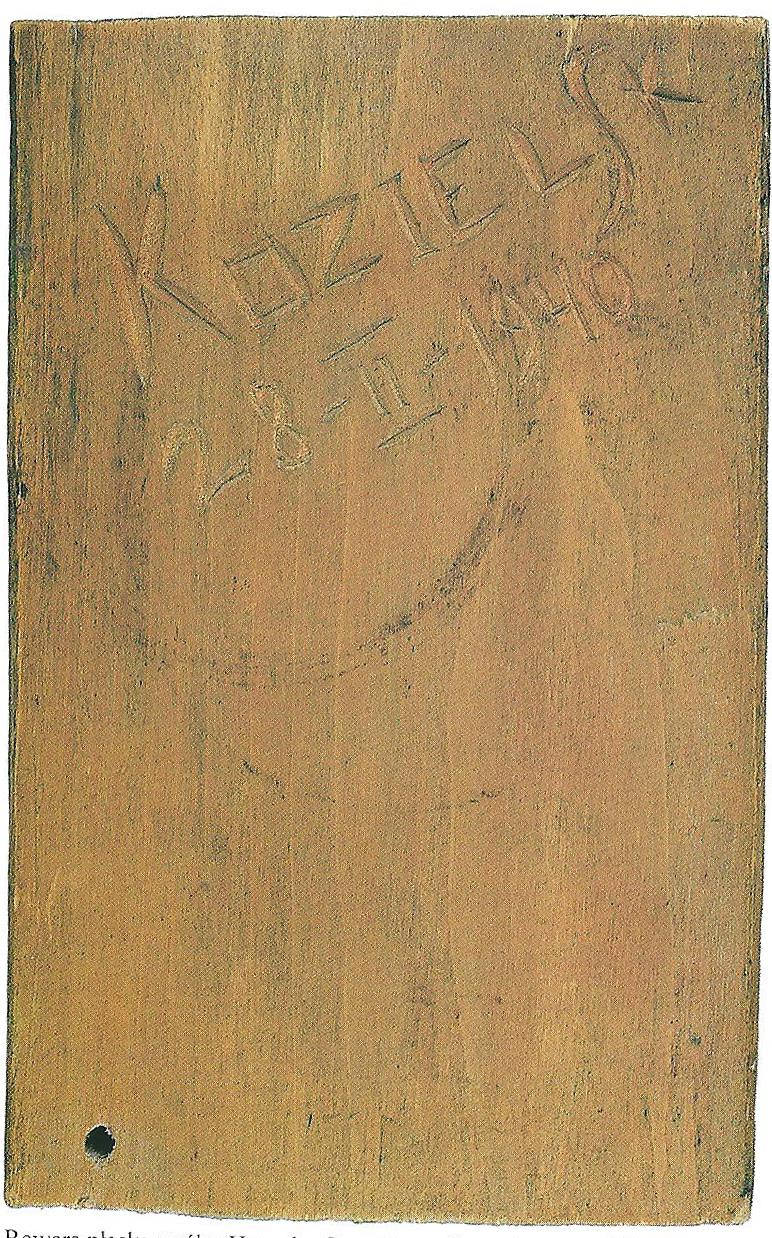
Tył płaskorzeźby

Matka Boska Kozielska (Ikona Kozielska, Matka Boża Katyńska) – uproszczony obraz Matki Boskiej Ostrobramskiej wycięty konturowo na sosnowej desce o wymiarach 13,5 na 8,5 cm przez por. Henryka Gorzechowskiego w obozie jenieckim w Kozielsku, gdzie przebywali polscy oficerowie zamordowani przez NKWD w Katyniu, ofiary zbrodni katyńskiej.

## Historia obrazu
Wizerunek Maryi nawiązuje do obrazu Matki Boskiej Ostrobramskiej. W obozie kozielskim przebywał także syn Henryka Gorzechowskiego, także Henryk. Autor przedstawił na odwrocie rzeźby datę 28 lutego 1940 (dosł. KOZIELSK 28-II-1940, która oznaczała dzień urodzenia syna Henryka) i wręczył synowi obraz w dniu 19 urodzin. Henryk Gorzechowski ojciec został zamordowany w maju 1940 w ramach zbrodni katyńskiej, zaś jego syn ocalał i odzyskał wolność.
Po śmierci Henryka syna, wnuk por. Henryka Gorzechowskiego, także Henryk, przekazał obraz Halinie Młyńczak, córce Gustawa Szpilewskiego, także zamordowanego w Katyniu w 1940.